# Charles Louis Fleury Panckoucke

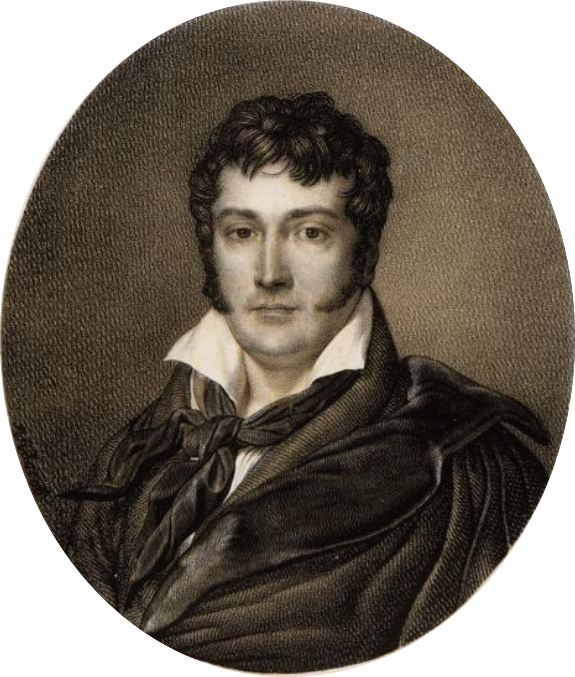
Charles Louis Fleury Panckoucke

Charles Louis Fleury Panckoucke (* 26. Dezember 1780 in Paris; † 11. Juli 1844 in Meudon) war ein französischer Schriftsteller und Verleger.

## Leben
Charles Louis Fleury Panckoucke war ein Sohn des Buchhändlers Charles-Joseph Panckoucke und studierte Rechtswissenschaft. Später folgte er seiner Mutter in der Leitung des Geschäfts seines Vaters. Seine bedeutendsten Verlagsartikel sind die Lettres de Voltaire et Rousseau; das Dictionnaire des sciences médicales (60 Bände 1812–1822); die Victoires et conquêtes des Français (27 Bände 1816–1827); die Description de l’Égypte, ein Prachtwerk in 25 Bänden mit 900 Kupfern, das Napoleon I. beginnen, Ludwig XVIII. vollenden ließ; die Barreaux français et anglais (19 Bände 1821ff.); die Bibliothèque latine-française (178 Bände 1826–1839 und 34 Bände 1842–1849), eine kostbar ausgestattete Sammlung römischer Klassiker mit französischer Übersetzung, die jedoch den Stand der französischen Philologie in keinem günstigen Licht zeigt (er selbst lieferte dazu die Übersetzung sämtlicher Werke des Tacitus). Von Panckouckes eigenen Schriften sind unter anderem erwähnenswert: Essai sur l’exposition, la prison et la peine de mort (1807); Voyage pittoresque aux îles Hebrides, etc., mit 25 von ihm selbst gezeichneten Kupfern. Seine Gattin Ernestine Anne Desormeaux (1784–1860) ist als Übersetzerin von mehreren Gedichten Johann Wolfgang von Goethes berühmt.
Pauckoucke starb am 11. Juli 1844 im Alter von 63 Jahren in Meudon. Sein Sohn Ernest Panckoucke (1808–1886) betätigte sich unter anderem als Übersetzer des Horaz.